# 朱树德

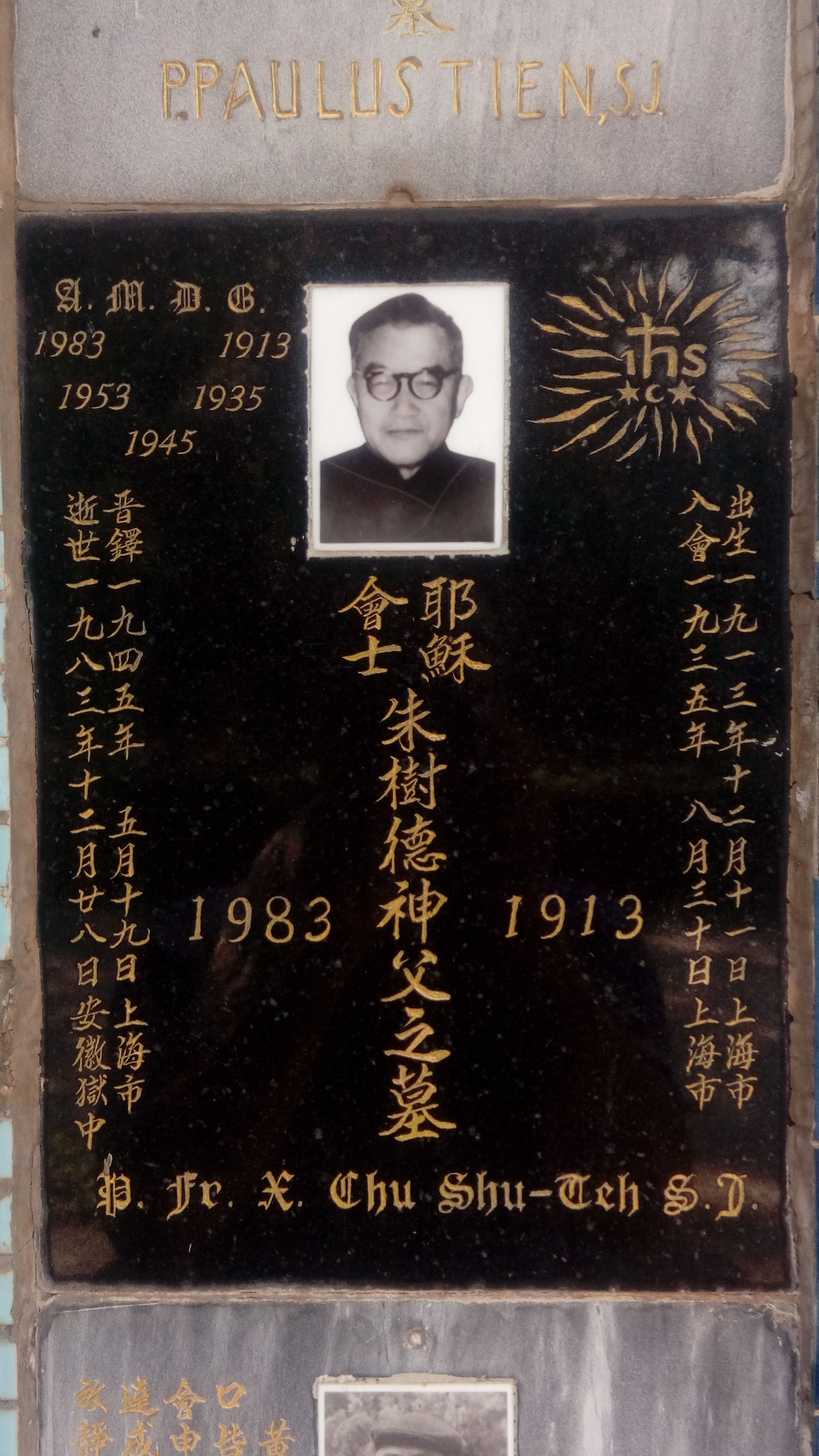
耶穌會會士朱樹德神父的墓碑，位於台灣彰化縣耶穌會靜山靈修中心的神父墓園

朱树德（1913年12月21日—1983年12月28日），中国天主教神父，耶穌會會士。

## 生平
朱树德早年入耶稣会。1945年5月19日被祝圣为神父。1947年赴法国留学，1949年秋获巴黎大学地理学博士学位后，10月19日奉耶穌會總會長之命，经香港回到上海，担任震旦大學天主教学生的神师，1951年震大被政府接收，于是改任君王堂本堂神父，和陳天祥、金魯賢等人同为“愛紀伯”（Equipe）成员。1953年6月15日夜，朱树德被捕。1960年3月17日被判20年徒刑，刑期满后继续留在安徽白湖農場。1981年11月再次被捕，判处12年刑期。1983年12月28日在安徽省合肥市監獄去世。
朱樹德神父有三個弟弟都是神父，三弟朱勵德，耶穌會神父；五弟朱育德，耶稣会神父，現任上海教區副主教；六弟朱立德，耶穌會神父。

## 紀念
輔仁大學在臺復校後，隸屬耶穌會管轄的法律學院（原法學院），該院教學大樓在1999年以紀念朱樹德神父命名為「樹德樓」。